# Cristina Fiorentini
Cristina Fiorentini (30 de septiembre de 1963) es una deportista italiana que compitió en judo. Ganó una medalla de bronce en el Campeonato Europeo de Judo de 1986 en la categoría de –66 kg.

## Palmarés internacional
| Campeonato Europeo | Campeonato Europeo    | Campeonato Europeo | Campeonato Europeo |
| Año                | Lugar                 | Medalla            | Categoría          |
| ------------------ | --------------------- | ------------------ | ------------------ |
| 1986               | Londres (Reino Unido) | Medalla de bronce  | –66 kg             |